# NGC 3077
NGC 3077 је спирална галаксија у сазвежђу Велики медвед која се налази на NGC листи објеката дубоког неба.
Деклинација објекта је + 68° 44' 6" а ректасцензија 10h 3m 20,3s. Привидна величина (магнитуда) објекта NGC 3077 износи 10,0 а фотографска магнитуда 10,6. Налази се на удаљености од 3,452 милиона парсека од Сунца. NGC 3077 је још познат и под ознакама UGC 5398, MCG 12-10-17, CGCG 333-13, IRAS 09592+6858, near SAO 15054, PGC 29146.